# Taractrocera
Taractrocera is een geslacht van vlinders van de familie dikkopjes (Hesperiidae), uit de onderfamilie Hesperiinae.

## Soorten
- T. aliena (Plötz, 1883)
- T. anisomorpha (Lower, 1911)
- T. archias (Felder & Felder, 1860)
- T. ardonia (Hewitson, 1868)
- T. ceramas (Hewitson, 1868)
- T. danna (Moore, 1865)
- T. dolon (Plötz, 1884)
- T. flavoides Leech, 1894
- T. ilia Waterhouse, 1932
- T. ina Waterhouse, 1932
- T. maevius (Fabricius, 1793)
- T. papyria (Boisduval, 1832)
- T. tilda (Evans, 1934)
- T. ziclea (Plötz, 1884)